# Cascante
Cascante là một đô thị trong tỉnh và cộng đồng tự trị Navarre, Tây Ban Nha. Đô thị này có diện tích là 62,93 ki-lô-mét vuông, dân số năm 2009 là 4034 người với mật độ người/km². Đô thị này có cự ly km so với tỉnh lỵ Pamplona.